# Lemonnier (prémétro de Bruxelles)
La station Lemonnier est une station du prémétro de Bruxelles desservie par les lignes 4, 10, 51 et 82 du tramway de Bruxelles située à Bruxelles, sur la commune de Bruxelles-ville.

## Situation
La station est située dans le centre-ville, à l'intersection du boulevard Maurice Lemonnier et du boulevard du Midi.
Elle est située :
- Sur l'axe nord-sud du prémétro de Bruxelles entre les stations Anneessens et Gare du Midi des lignes 4 et 10 ;
- Entre les stations Porte d'Anderlecht et Gare du Midi des lignes 51 et 82.

## Histoire
La station elle-même fut ouverte le 4 octobre 1976, mais déjà en 1957 le tunnel de la constitution était construit à cet endroit. Il est encore utilisé par les tramways entre Lemonnier et la gare du Midi. La station est desservie par les lignes de l'axe nord-sud.
En 1999, les murs de la station furent décorés par l'artiste algérien Hamsi Boubeker. L'œuvre nommé Les mains de l'espoir représente des mains ornées de tatouages traditionnels.
Dans le cadre de la conversion de l'axe nord-sud du prémétro pour devenir la ligne 3 du métro de Bruxelles, la nouvelle station de métro Toots Thielemans est construite parallèlement et se substituera aux quais utilisés par les lignes 4 et 10 actuellement.

## Service aux voyageurs

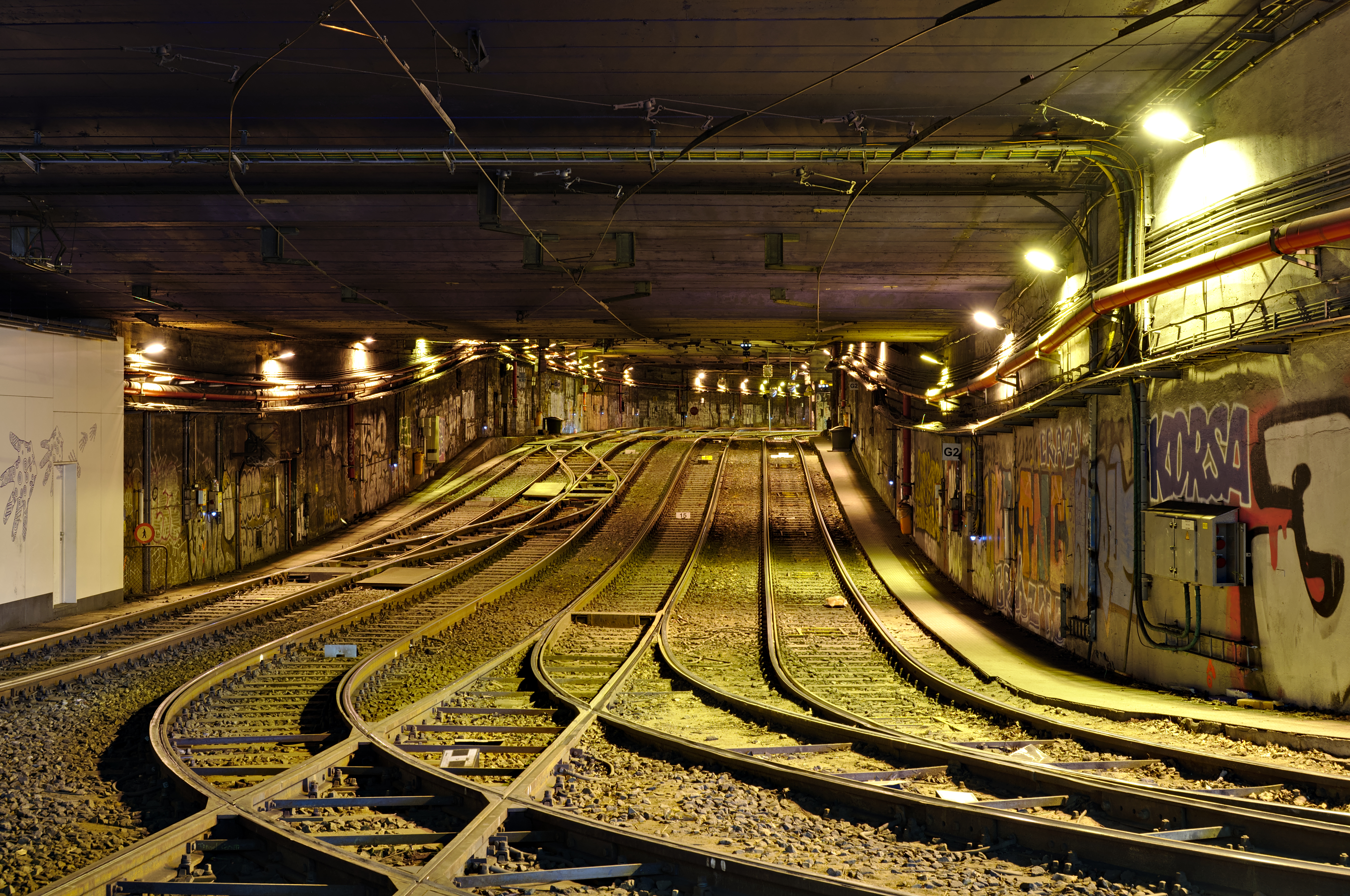
Tunnel Lemonnier.

### Accès
La station compte un unique accès à l'angle des boulevards Lemmonier et du Midi.
Au niveau inférieur, il y a une station fantôme hors exploitation, avec deux quais supplémentaires. La bifurcation vers ce niveau est visible depuis le tunnel entre Anneessens et Lemonnier.

### Quais
La station est de conception particulière car dédoublée sur chacune des branches du tunnel :
- la station des lignes 4 et 10 avec deux voies encadrées par deux quais latéraux sur l'axe principal ;
- la station des lignes 51 et 82 avec deux voies encadrées par deux quais latéraux sur l'axe secondaire débouchant sur le boulevard du midi juste à la sortie de la station.

### Intermodalité
La station est desservie la nuit par la ligne N13 du réseau Noctis.

## À proximité
- Palais du Midi
- Tour du Midi
- Quartier Midi-Lemonnier